# Visarión Belinski

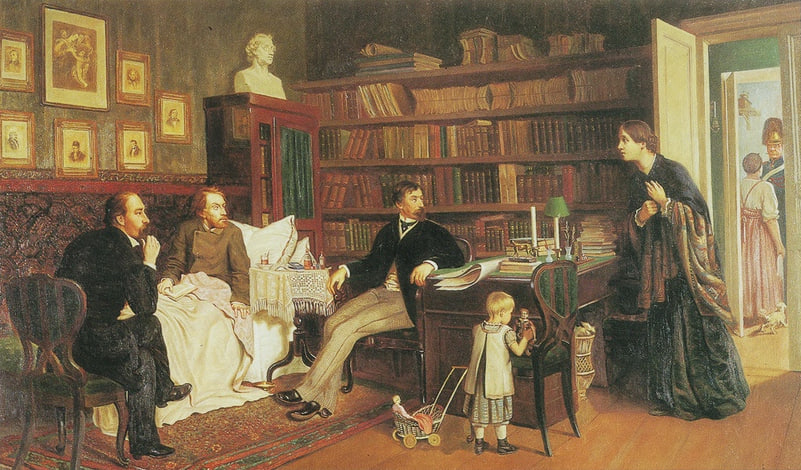
Nikolái Nekrásov e Iván Panáiev visitan a un enfermo Belinski. Por Alekséi Naúmov, 1881

Visarión Grigórievich Belinski (ruso: Виссарион Григорьевич Белинский; Sveaborg, Gran Ducado de Finlandia, 30 de mayojul./ 11 de junio de 1811greg. - San Petersburgo, 26 de mayojul./ 7 de junio de 1848greg.) fue un crítico literario, periodista, lingüista y filósofo ruso de tendencia occidentalizante.

## Biografía
Fue hijo de una familia de clase media; su padre fue médico militar de la Armada. Vivió su infancia en Sveaborg, cerca de Helsinki. Estudió en los liceos de Chembar y Penza. Desde 1829 hasta 1832, estudió en la Universidad de Moscú, aunque debió abandonar los estudios por falta de talento. La razón real fue que había organizado un círculo de adeptos a la filosofía alemana y había leído en público su drama romántico Dmitri Kalinin, en el que criticaba la servidumbre en Rusia. Empezaron entonces sus problemas económicos, que le acompañaron hasta la sepultura. Subsistió haciendo traducciones del francés y colaborando en algunas publicaciones en la revista moscovita Teleskop, El Telescopio, y en El Rumor. En 1836, la primera de estas revistas fue prohibida y la redacción fue clausurada por el zar. El editor tuvo que exiliarse y Belinski fue investigado.
En 1833, entró a formar parte de la tertulia filosófica y literaria encabezada por Stankévich y se interesó vivamente por los problemas literarios, profundizando en sus conocimientos de la filosofía alemana de Kant, Schelling y Hegel. Su primer trabajo de crítica literaria se tituló Ensueños literarios, publicado en 1834 en El Rumor. Entre 1835 y 1836, aparecieron en El Telescopio otros ensayos Acerca de la novela rusa y las novelas de Gógol, La poesía de Vladímir Benedíktov, Acerca de la vida y la obra de Koltsov y algunos otros.
En 1837, trató su tuberculosis en Piatigorsk; durante esta época conocerá a Lérmontov. Dos años más tarde se instala en San Petersburgo, donde trabaja en la revista Otéchestvennye zapiski (Anales de la Patria). De 1839 a 1846, dirigió la revista Anales de la Patria, que se convirtió en portavoz de la vanguardia literaria rusa. Allí se publicaron numerosos trabajos suyos: Panorámica de la literatura rusa en 1840, inició una serie de panorámicas anuales hasta el año 1845. Publicó también ensayos sobre Pushkin y Gógol, la comedia de este último El inspector y su novela Almas muertas, así como bastantes trabajos sobre teatro ruso. En su ensayo Pensamientos y observaciones expone los principios y el manifiesto del naturalismo en Rusia, escuela a la que se unirán Gógol, Dostoyevski, Goncharov, Grigoróvich y otros.
En 1842, apoyó a Gógol en la impresión de la novela Almas muertas, prohibida por la censura zarista. Cultivó la literatura comparada, escribiendo estudios que acercaban autores occidentales y eslavos: Pushkin frente a Byron y Shakespeare; Lérmontov y Byron; Vladímir Odóyevski y E. T. A. Hoffmann, etcétera. También estudió a escritores occidentales por separado, como George Sand, Schiller, Goethe, Walter Scott y otros.
En 1846, dejó la revista Anales de la Patria por incompatibilidad con su editor, Alekséi Krayevski. Entonces tomó la sección de crítica literaria en El Contemporáneo (Sovreménnik), dirigida por el poeta Nikolái Nekrásov. Allí siguió publicando sus Panorámicas de los años 1846 y 1847 y numerosos artículos, ensayos, notas y reseñas críticas. Ya se hallaba casado con María Vasílievna Orlova (1812-1890) en 1843; el matrimonio tuvo tres hijos.
En 1847, se trasladó a Berlín y Salzburgo para tratar su enfermedad, ya en estado muy avanzado. Desde este último lugar escribió la famosa Carta a Gógol, en respuesta a la publicación por este de su Selección de cartas a mis amigos. En ella, dolido por el cambio ideológico de este hacia el tradicionalismo, lo tachaba de «predicador del látigo y apóstol del oscurantismo». Se considera a esta carta el ejemplo más brillante de crítica literaria en la literatura rusa del XIX. Moriría un año más tarde tras muchos sufrimientos, la víspera de su arresto por la policía. La mención de su nombre en la prensa rusa estuvo prohibida hasta 1856. Sus obras completas, en doce volúmenes, fueron publicadas por primera vez entre 1859 y 1862.
El código estético y literario de Belinski condenaba el arte por el arte; ninguna obra tiene valor si su autor carece del sentido de la verdad; el arte debe ser la expresión artística de una problemática social. La personalidad del poeta se deduce de su obra y el poeta es, ante todo, un ciudadano de su país, su voz y su conciencia.